# بانپرستو
بانپرستو (انگلیسی: Banpresto) شرکت اسباب‌بازی ژاپنی است، که در سال ۱۹۷۷ تأسیس شد.